# Лысенков, Вадим Николаевич
Вадим Николаевич Лысенков (укр. Вадим Миколайович Лисенков, позывной — Лысый; 8 октября 1996, Киев — 24 ноября 2022, Бахмут) — украинский военнослужащий, младший сержант, участник российско-украинской войны. Герой Украины (8 июля 2023, посмертно).

## Биография
Родился 8 декабря 1996 года в Киеве. После окончания Киевского профессионально-педагогического колледжа имени Антона Макаренко он получил квалификацию в области транспортных технологий.
В составе полка «Азов», был в зоне АТО.
С началом полномасштабного вторжения России в Украину в 2022 году Вадим добровольно вступил в ряды Вооружённых сил Украины. Он служил младшим сержантом и командиром взвода в 3-й отдельной штурмовой бригаде.
24 ноября 2022 года Вадим Лысенков погиб в бою в районе Бахмута, выполняя боевое задание.
Похоронен на Аллее Славы Лесного кладбища в Киеве.

## Награды
- Звание «Герой Украины» с удостоением ордена «Золотая Звезда» (8 июля 2023, посмертно) — за личное мужество и героизм, проявленные в защите государственного суверенитета и территориальной целостности Украины, верность военной присяге[4].